# Сельское поселение Васильевское (Серпуховский район)
Сельское поселение Васильевское — упразднённое муниципальное образование Серпуховского муниципального района Московской области России. Административный центр — деревня Васильевское. Глава сельского поселения — Бахмат Петр Григорьевич. Председатель Совета депутатов — Елисеев Сергей Васильевич. Площадь поселения — 110,48 км².
Граничит на юге с Серпуховским городским округом, на западе — с сельским поселением Дашковское, на юге — с сельским поселением Данковское, на севере — с Чеховским муниципальным районом.

## История
Образовано в 2006 году в ходе муниципальной реформы. В состав поселения была включена территория Васильевского и Нефёдовского сельских округов.
Законом Московской области № 220/2018-ОЗ от 14 декабря 2018 года, поселение было упразднено и вместе с другими поселениями Серпуховского муниципального района объединено с городским округом Серпухова в единое муниципальное образование городской округ Серпухов.

## Состав сельского поселения
- посёлки: дома отдыха «Авангард», Шарапова Охота;
- деревни: Васильевское, Верхние Велеми, Воздвиженка, Глубоково, Ивановское, Каменка, Лукино, Московка, Нефёдово, Нижние Велеми, Новая, Новые Кузьмёнки, Петровское, Родионовка, Рыблово, Рыжиково, Старые Кузьмёнки, Съяново-1, Фенино.

Крупнейшие населённые пункты — деревня Васильевское и посёлок Шарапова Охота.

## Население
| 2006  | 2007  | 2008  | 2009  | 2010  | 2011  | 2012  |
| ----- | ----- | ----- | ----- | ----- | ----- | ----- |
| 3790  | ↗4234 | ↘4231 | ↗4241 | ↘3661 | ↘3605 | →3605 |
| 2013  | 2014  | 2015  | 2016  | 2017  | 2018  | 2019  |
| ↘3563 | ↘3553 | ↗3599 | ↗3638 | ↘3628 | ↗3650 | ↘3620 |

## Экономика и инфраструктура
По территории сельского поселения проходят федеральная трасса М2 «Крым» и пути Курского направления Московской железной дороги.
В соответствии со сметой доходов и расходов Васильевского сельского поселения, доход в 2008 составляет 12 433,9 тыс. рублей, сумма расходов — аналогична.
Основные отрасли экономики — сельское хозяйство, добыча, туристический бизнес.

## Достопримечательности
- Васильевское — место базирования мотобазы «Красные крылья» и место проведения ралли российского масштаба.
- На территории дома отдыха «Авангард» расположены остатки дворянского имения «Воздвиженское» XVIII века[18][19].
- Остатки дворянской усадьбы в деревне Васильевское: деревянная Никольская церковь 1869 года (реставрирована в 1969 году и 1980-х годах); подъездная дорога, вымощенная булыжником; остатки старинного парка[20].